# Ommata seabrai
Ommata seabrai là một loài bọ cánh cứng trong họ Cerambycidae.